# Franz Bock
Franz Johann Joseph Bock, född 3 maj 1823 och död 30 april 1899, var en tysk konstförfattare.
Bock ägnade sig efter prästvigning i romersk-katolska kyrkan 1850 åt studiet av kyrklig konst, vilket han fördjupade under vidsträckta resor, bland annat till Orienten. Han verkade dessutom främjande på kyrklig konstindustri i Rhenlandet. 
Hans huvudarbeten är Geschichte der liturgischen Gewänder des Mittelalters (1858–71) och Die Kleinodien des heiligen römischen Reichs (1864).